# Galaxian

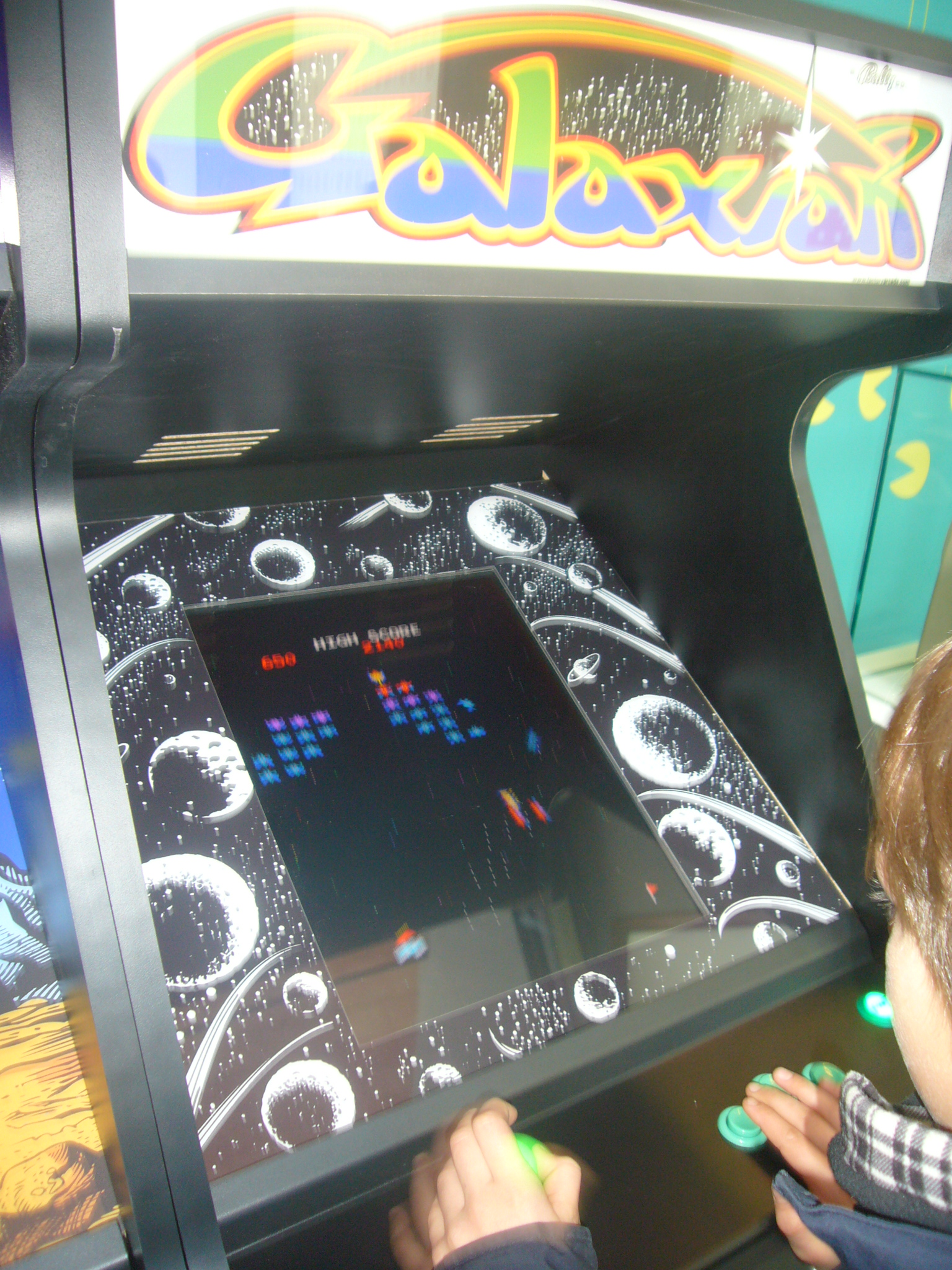
Arcade del Galaxian

Galaxian (ギャラクシアン gyarakushian?) es un videojuego del género «matamarcianos» creado en 1979 por la empresa Namco.

## Descripción
Galaxian expandió la fórmula creada por Space Invaders. Al igual que ese juego, Galaxian presentaba una horda de alienígenas atacando que intercambiaban disparos con el jugador, pero, a diferencia del Space Invaders, Galaxian añadía un elemento dramático al tener a los marcianos atacando al estilo kamikaze a la nave controlada por el jugador.
El juego es bastante simple. Enjambre tras enjambre de aliens ataca a la nave controlada por el jugador (llamada Galaxip), la cual solo puede moverse de izquierda a derecha en la parte inferior de la pantalla. La nave solo puede lanzar un disparo por vez (al igual que en el Space Invaders), recargándose cuando un alien es destruido o cuando el disparo desaparece de la pantalla, pero los disparos muchas veces son rápidos y la nave se recarga rápidamente. El jugador destruye un enjambre, solo para encontrarse con otro más agresivo que el anterior. Un fondo plano y repetitivo con estrellas se mueve detrás de la acción, presentando un colorido efecto.
Galaxian fue un éxito enorme para Namco. Fue, además, el primero en presentar el 100 por ciento de sus gráficos con color RGB verdadero.

## Cuadro de puntuaciones
- Alien azul en formación: 30 puntos
- Alien azul atacando: 60 puntos
- Alien púrpura en formación: 40 puntos
- Alien púrpura atacando: 80 puntos
- Alien rojo en formación: 50 puntos
- Alien rojo atacando: 100 puntos
- Alien mayor en formación: 60 puntos
- Alien mayor atacando sin acompañantes: 150 puntos
- Alien mayor atacando con un acompañante destruido antes que el acompañante: 150 puntos
- Alien mayor atacando con un acompañante destruido después que el acompañante: 200 puntos
- Alien mayor atacando con dos acompañantes destruido antes que los acompañantes: 300 puntos
- Alien mayor atacando con dos acompañantes destruido después que los acompañantes: 800 puntos

## Información técnica
- CPU principal: Z80 (a 3,072 MHz).
- Chips de sonido: Generador de tonos y circuitos discretos.
- Orientación de la pantalla: Vertical.
- Resolución de video: 224 x 256 píxeles.
- Actualización de pantalla: 60.61 Hz.
- Colores en la paleta: 16.
- Control: Joystick en dos direcciones (izquierda y derecha).
- Botones: 1 (Disparo).

## Versiones domésticas

### Consolas
- Atari 5200 (1982)
- Colecovision (1983)
- Atari 2600 (1983)
- Emerson Arcadia ("Space Attack")
- Bally Astrocade ("Galactic Invasion")
- Atari XEGS
- Commodore VIC-20
- Nintendo Famicom (1984)
- Nintendo Famicom Disk (1990)
- Nintendo Game Boy (1995, "Galaga & Galaxian")
- Sony PlayStation (1996, "Namco Museum Vol.3")
- Sony PlayStation (1994, "Ridge Racer"): es posible jugar el juego mientras "Ridge Racer" se carga.
- Nintendo 64 (1999, "Namco Museum 64")
- Sega Dreamcast (1999, "Namco Museum")
- Sony PlayStation 2 (2001, "Namco Museum")
- Nintendo GameCube (2002, "Namco Museum")
- Microsoft XBOX (2002, "Namco Museum")
- Sony PlayStation 2 (2005, "Namco Museum 50th Anniversary")
- Microsoft XBOX (2005, "Namco Museum 50th Anniversary")
- Nintendo GameCube (2005, "Namco Museum 50th Anniversary")
- Nintendo DS ("Namco Museum")
- Sony PSP (2005, "Namco Museum Battle Collection")

### Computadoras
- Apple II (1980, "Galaxian" - Star Craft Tokyo)
- Commodore Vic 20 (1981, "Star Battle" - Hal Laboratory)
- Apple II (1981, "Alien Typhoon" - Star Craft)
- Tandy Color Computer (1982, "Galax Attax")
- Tandy Color Computer (1982, "Space Ambush")
- BBC B (1982, "Arcadians" - Acornsoft)
- Acorn Electron (1982, "Arcadians" - Acornsoft)
- Sinclair ZX81 (1982, "ZX Galaxians" - Artic)
- Atari 800 (1982)
- Sinclair ZX Spectrum (1982, "Galaxian" - Artic)
- Commodore C64 (1983, "Galaxions" - Solar Software)
- Exidy Sorcerer
- Sinclair ZX Spectrum (1983, "Galaxian" - Atarisoft)
- Sinclair ZX Spectrum (1983, "Galactians" - DK'Tronics)
- PC - PC booter (1983, "Galaxian" - Atarisoft)
- PC - MS-DOS (1983, "Galaxian" - Atarisoft)
- MSX (1984)
- Fujitsu FM-7 (1985)
- Atari ST (1993, "Galaxian" - PD / Shareware - Sinister Developments)
- PC - MS-DOS (1997, "ChampGalaxia" - CHAMProgramming)
- PC - MS-DOS (1996, "Galaxi" - PD / Shareware - Kurt W. Dekker)
- Amiga (1998, "Galaxians v1.3" - PD / Shareware - Kev Gallagher)
- PC - Microsoft Windows 95, disquete de 3.5 (1995, "Microsoft Return of Arcade")
- PC - Microsoft Windows, CD-ROM (2000, "Microsoft Return of Arcade 20th Anniversary")
- PC - Microsoft Windows, CD-ROM] (2005, "Namco Museum 50th Anniversary")

### Otros
- VFD tabletop game (1980, "Galaxian") lanzado por Bandai.
- VFD tabletop game (19??, "Moon Alien", nombre alternativo) lanzado por Bandai.
- VFD tabletop game (19??, "Beam Galaxian", lanzamiento japonés) lanzado por Bandai.
- VFD handheld game (1981, "Galaxian 2", llamado así porque puede ser jugado por dos personas, por Entex [o Futuretronics]).
- VFD handheld game (1981, "Astro Galaxy", lanzamiento japonés) por Entex.
- VFD handheld game (1981, "Astro Invader") por Entex.
- VFD tabletop game (1981) lanzado por Coleco.
- Namco Classics TV Game (2003 - Jakk's Pacific)

## Serie
Galaxian fue tan popular que tuvo varias continuaciones. Su sucesor inmediato, Galaga, fue un éxito rotundo. Sin embargo, para cuando salió Gaplus, la gente parecía estar cansada de este tipo de juegos. Por tanto, las ventas de este juego no fueron las mejores.
- Galaxian (1979)
- Galaga (1981)
- Gaplus (1984) también conocido como "Galaga 3".
- Galaga '88 (1987)
- Galaxian 3 (1990)
- Galaxian 3 Theatre 6: Project Dragoon (1990)
- Galaxian 3 Theatre 6 J2: Attack Of The Zolgear (1994)
- Galaga - Destination Earth (2000, Nintendo Game Boy Color, PC CD-ROM y Sony PlayStation)

## Clones
Galaxian es uno de los juegos más pirateados de la historia, junto con el Space Invaders.
- Galaxian Part Four: Gráficos diferentes y mayor dificultad.
- Galaxian Part X: Clon de Moon Alien, que a su vez es un clon del Galaxian.
- Galaxian Turbo: Mayor velocidad.
- Moon Alien y Moon Alien Part Two: Diferentes gráficos y límite de tiempo. Versión licenciada por Nichibutsu.
- Super Galaxians: Versión pirata italiana fabricada por Zaccaria.
- Zero Time: Versión pirata española fabricada por Petaco Sociedad Anónima.
- Space Invaders Galactica.
- Swarm.

Otros juegos, utilizaban el hardware del Galaxian para crear otros juegos, como Pisces (de la empresa Subelectro) y Uniwar S (de la empresa Irem).
Incluso existe una versión pirata del Frogger que se ejecuta en el hardware de este juego. Esta versión posee diferentes colores y preserva el fondo de estrellas.

## Curiosidades
- Un lugar en la historia de los videojuegos: "Galaxian cautivó las mentes de más de un aficionado a los arcades" dice Chris Lindsey, director del National Video Game and Coin-Op Museum (Museo Nacional de los Videojuegos) en St. Louis (Estados Unidos). "Atrapó el entusiasmo de la era dorada de los videojuegos creada por el Space Invaders al proveer una experiencia más colorida, divertida y exigente. Galaxian tenía enemigos más inteligentes que los del Space Invaders, por tanto requería que el jugador prestara mucha atención a lo que sucedía en la pantalla. Además, no había escudos, como tienen muchos juegos de hoy. Uno tenía que estar atento al juego. Galaxian tenía también un excelente sonido y usaba elementos que ahora son comunes, como las banderas y otros símbolos para señalar el progreso del jugador durante el juego".
- El escape de los 25 centavos: "Galaxian definitivamente tiene una respuesta entusiástica", dice Lindsey. "De hecho, yo coloco deliberadamente el juego cerca de la entrada del museo. Muchas veces es el primer juego que la gente utiliza". Lindsey a menudo ve padres tratando de trasmitir a sus hijos la emoción de estos juegos. "Es divertido ver a un padre tratando de explicar el juego a su hijo. El niño solo quiere aprender a jugar él solo, mientras que el padre quiere demostrarle como se juega. El hombre empieza a explicarle las reglas al muchacho, mientras éste mira para cualquier lado, preguntándose cómo se saldrá de ésta. Pero el padre continúa explicándole los pormenores del juego, sabiendo que su hijo no las va a captar en la primera partida. Eso muestra el entusiasmo que tiene una generación por estos hermosos juegos". Con o sin la ayuda de los padres, Lindsey ve a una generación de jóvenes mostrando cariño hacia los juegos clásicos. "Los niños son bastante buenos en estos juegos", dice Lindsey. "Estoy bastante sorprendido de ver lo bien que se llevan los muchachos con estas cosas. Debe de ser porque soy viejo y pienso que puedo jugar mejor que ellos, y ése no es siempre el caso con los videojuegos. Ésa es una lección que una generación entera debe aprender".
- Perry Rodgers tiene el récord oficial para el Galaxian con 389.770 puntos.
- Una unidad de Galaxian aparece en el filme Joysticks (1983).
- Una unidad de Galaxian aparece en la película española Deprisa, deprisa (1981).
- a versiórisa  de la NES posee un huevo de Pascua consistente en 5 temas musicales, entre ellos "La Reine de Saba" (Graciela Susana) y "Nausicaa Requiem" (de la banda sonora de la película anime Nausicaä del Valle del Viento, producida por Studio Ghibli en 1984).
- En el manga y anime Saint Seiya el personaje Saga de Géminis tiene una técnica llamada Galaxian Explosion.